# 藤木久志
藤木久志（日语：ふじき ひさし，1933年10月27日—2019年9月28日） 是一位日本历史学家。专攻日本战国史。立教大学教授、東北大学博士。

## 生平
1933年出生于新潟県。毕业于新潟大学人文系，师从井上锐夫。后毕业于东北大学 (日本)。担任圣心女子大学助教授，1986年获得东北大学 (日本)博士学位。1999年从立教大学文学部教授退休。。2004年担任帝京大学教授。
2019年9月28日因败血症逝世，享年85岁。